# Tracy McGrady
Tracy McGrady (Bartow, 24 maig de 1979) és un jugador de bàsquet de l'NBA, que actualment està retirat L'any 2003 se li va situar en la posició 48 dels millors jugadors de l'NBA de tots els temps.

## Carrera en l'NBA

### Toronto Raptors (1997-2000)
Va ser triat en la novena posició del Draft de l'NBA de 1997 per Toronto Raptors, en on faria parella amb el seu cosí Vince Carter, que liderarien als Raptors a la seva primera participació en Playoffs en l'any 2000, on serien eliminats per New Jersey Nets.

### Orlando Magic (2000-2004)
Els Raptors van enviar a McGrady a Orlando Magic en un canvi que els garantia una elecció de primera ronda en el draft de l'any 2000, en la temporada del seu traspàs (2000-2001), McGrady va guanyar el premi al jugador que més ha millorat d'un any per a un altre i va ser seleccionat per a l'All-Star Game. En la temporada 2002-2003, aconsegueix el premi al màxim anotador de l'NBA (32.1 punts per partit), títol que tornaria a aconseguir la temporada següent (2003-2004) amb 28 punts per partit, en aquesta mateixa temporada, aconseguiria un rècord personal a l'anotar 62 punts en un partit contra Washington Wizards.

### Houston Rockets (2004-2011)
El 29 de juny de 2004 es produeix un intercanvi amb 7 jugadors involucrats que acaba amb McGrady a Houston Rockets, fent parella amb el número 1 del Draft de l'NBA de 2003, el pivot xinès Yao Ming, duent a l'equip als playoffs en la temporada 2004-2005, on van ser eliminats per Dallas Mavericks a la primera ronda, en l'any 2006 no van aconseguir els playoffs a causa de la ratxa de lesions sofertes per les 2 grans estrelles de l'equip, tant McGrady com Yao Ming, les quals fins i tot van acabar amb McGrady a l'hospital a causa de grans espasmes a la seva esquena, el que va ser la font de tots els seus problemes físics durant aquesta temporada.
D'aquestes temporades cap destacar els 13 punts que va assolir enfront dels San Antonio Spurs en únicament 35 segons, amb 4 llançaments de 3 punts (a un dels quals cal afegir el punt del tir lliure addicional), un d'ells el triple de la victòria a 1.7 segons del final del partit per a tancar el marcador amb un 80-81 per als Rockets.

### Detroit Pistons (2011)
Tracy McGrady acordó un contrato de un año y $ 1.35 millones con los Detroit Pistons, dijo una fuente a ESPN.com.

### Atlanta Hawks (2011-2012)
Tracy McGrady ha acordado un acuerdo de un año como mínimo veterano con los Atlanta Hawks, dijo una fuente cercana a la situación a Stephen A. Smith de ESPN.

### San Antonio Spurs (2013)
A l'abril del 2013 es va unir a la franquicia dels Spurs. El seu fitxatge servia per reforçar a l'equip de cara als playoffs.

### Perfil del jugador
Com la majoria dels jugadors de l'NBA, McGrady compta amb unes capacitats atlètiques increïbles, entre les quals cal destacar la seva gran capacitat de salt, cosa que li permet realitzar esmaixades molt espectaculars (malgrat no ser dels jugadors més alts de tota l'NBA), al que cal afegir la seva capacitat per a crear jugades del no-res, aprofitant-se de la seva explosivitat, la seva gran agilitat controlant la pilota, a part de ser un gran tirador des de més enllà de la línia de triple, encara que no és aquest l'aspecte en el qual més destaca, d'entre els jugadors actuals, probablement el més semblant és Kobe Bryant, actualment a Los Angeles Lakers.

### Estadístiques
| Temporada | Equip           | PJ | MPP  | PTS  | REB | AST | ROB | TAP | TC%  | 3P%  | TL%  |
| --------- | --------------- | -- | ---- | ---- | --- | --- | --- | --- | ---- | ---- | ---- |
| 1997-98   | Toronto Raptors | 64 | 18.4 | 7.0  | 4.2 | 1.5 | 0.8 | 0.9 | 45.0 | 34.1 | 71.2 |
| 1998-99   | Toronto Raptors | 49 | 22.6 | 9.3  | 5.7 | 2.3 | 1.1 | 1.4 | 43.6 | 22.9 | 72.6 |
| 1999-00   | Toronto Raptors | 79 | 31.2 | 15.4 | 6.3 | 3.3 | 1.1 | 1.9 | 45.1 | 27.7 | 70.7 |
| 2000-01   | Orlando Magic   | 77 | 40.1 | 26.8 | 7.5 | 4.6 | 1.5 | 1.5 | 45.7 | 35.5 | 73.3 |
| 2001-02   | Orlando Magic   | 76 | 38.3 | 25.6 | 7.9 | 5.3 | 1.6 | 1.0 | 45.1 | 36.4 | 74.8 |
| 2002-03   | Orlando Magic   | 75 | 39.4 | 32.1 | 6.5 | 5.5 | 1.6 | 0.8 | 45.7 | 38.6 | 79.3 |
| 2003-04   | Orlando Magic   | 67 | 39.9 | 28.0 | 6.0 | 5.5 | 1.4 | 0.6 | 41.7 | 33.9 | 79.6 |
| 2004-05   | Houston Rockets | 78 | 40.8 | 25.7 | 6.2 | 5.7 | 1.7 | 0.7 | 43.1 | 32.6 | 77.4 |
| 2005-06   | Houston Rockets | 47 | 37.1 | 24.4 | 6.5 | 4.8 | 1.3 | 0.9 | 40.6 | 31.2 | 74.7 |
| 2006-07   | Houston Rockets | 71 | 35.8 | 24.6 | 5.3 | 6.5 | 1.3 | 0.5 | 43.1 | 33.1 | 70.7 |

### Rècords en l'NBA
- 7 Vegades All Star (2001, 2002, 2003, 2004, 2005, 2006, 2007)
- 2 Vegades màxim anotador de la temporada regular: (2003 i 2004)
- 2 Vegades en el millor quintet de l'NBA (2002 i 2003)
- 3 Vegades en el segon millor quintet de l'NBA (2001, 2004 i 2007)
- 1 Vegada en el tercer millor quintet de l'NBA (2005)
- Jugador amb major progressió en l'any 2001
- Màxima anotació de 62 punts en un partit el 10 de març de 2004 contra Washington Wizards
- 44 partits amb 40 o més punts en temporada regular
- 4 partits amb 50 o més punts en temporada regular
- 3 "triples dobles" en temporada regular
- 3 partits amb 40 o més punts en playoffs
- Un 9 de desembre de 2004 en un partit contra els Spurs de San Antonio, Mcgrady va ser capaç de remuntar un marcador advers de 10 punts. Va anotar 4 triples i un tir lliure addicional per a un total de 13 punts en els últims 33 segons de partit, per a finalment guanyar el partit 80-81.

### Estadístiques en l'All-Star
| Temporada | Equip | MIN | PTS | REB | AST | ROB | TAP | TC    | T3   | TL  |
| --------- | ----- | --- | --- | --- | --- | --- | --- | ----- | ---- | --- |
| 2001      | Est   | 21  | 2   | 1   | 0   | 2   | 1   | 1-4   | 0-1  | 0-0 |
| 2002      | Est   | 23  | 24  | 3   | 4   | 3   | 0   | 9-15  | 2-4  | 4-4 |
| 2003      | Est   | 36  | 29  | 5   | 2   | 0   | 0   | 10-17 | 4-7  | 5-6 |
| 2004      | Est   | 23  | 13  | 4   | 3   | 0   | 0   | 5-11  | 1-6  | 2-4 |
| 2005      | Oest  | 24  | 8   | 5   | 5   | 3   | 2   | 4-13  | 0-4  | 0-0 |
| 2006      | Oest  | 27  | 36  | 0   | 2   | 1   | 0   | 15-26 | 4-10 | 2-7 |
| 2007      | Oest  | 18  | 8   | 3   | 11  | 2   | 0   | 3-8   | 2-5  | 0-0 |